# Elvira Navares
Elvira Navares (Casablanca, Marroc, 3 de maig de 1950 - Barcelona, 29 de novembre de 1981) fou una il·lustradora que obtingué un reconeixement notable dins el món de l'art a la dècada dels 70 i 80, en desenvolupar junt amb Jean-Pierre Guillemot un nou gènere pictòric que anomenaren pastitx, el qual va generar molta controvèrsia en una època on l'autoria artística encara era un tema inqüestionable.

## Biografia
Navares va nàixer a Casablanca (Marroc) l'any 1950. Deu anys més tard es va instal·lar a París amb la seva família, i en plena revolta estudiantil a l'escola d'art Saint-Merri durant el maig del 68 va conèixer a Jean-Pierre Guillemot, al costat del qual va formar el tàndem professional Guillemot-Navares. Un any més tard, el 1969, va ingressar a l'École Nationale Supérieure des Arts Décoratifs, i va decidir legalitzar la seva unió amb Guillemot casant-se pel civil en un dia de vaga. El 1975 la parella es va traslladar a viure a Marbella on establiren el seu taller. Al cap de tres anys, el 1978, van abandonar Andalusia i es van instal·lar a Barcelona. El 29 de novembre de 1981, Navares se suïcidà, penjant-se al seu pis-estudi de la Gran Via de Barcelona.

## Pastitxos
Copiant els clàssics de la pintura, sorgeix la idea del pastitx, això és, una pintura feta «a la manera de» algun dels grans autors de la història de l'art.
Així, Guillemot i Navares dissenyaren i il·lustraren cartells publicitaris, articles de revista, portades de música, etc. a la manera de Picasso, Dalí, Seurat, Sandro Botticelli, Francis Bacon… davant la reacció de crítica i públic. Acusats de promoure la falsificació i l'engany, ells respongueren posicionant-se des de "l'humor i el joc intel·lectual". Les seves obres esdevingueren rellevants pel domini extraordinari de la tècnica pictòrica i la versatilitat estilística, allunyant-se de la mera còpia per produir obres noves a partir de grans referents.

## Exposicions
El 1981 la Fundació Joan Miró dedicà una gran retrospectiva a aquesta parella tan controvertida, en la qual s'hi exposà gran part dels originals que van dissenyar des del 1975 fins al mateix 1981. Posteriorment, i dies després de la tràgica mort de Navarés, la galeria Antonio Machado exhibia algunes de les obres mostrades a la Fundació Joan Miró junt amb altres obres inèdites.